# Wim Vansevenant
Wim Vansevenant (ur. 23 grudnia 1971 w Diksmuide) – belgijski kolarz szosowy.
Jego jedynym sukcesem jest zwycięstwo w 1. etapie wyścigu Tour du Vaucluse w 1996 roku. Jeździł wówczas w drużynie Vlaanderen 2002. W 1993 został sklasyfikowany na trzecim miejscu amatorskich mistrzostw krajowych w jeździe na czas, oraz w wyścigu World Military Championship.
Vansevenant jest szczególnie znany z tego iż w trzech edycjach Tour de France (2006, 2007, 2008) zajmował ostatnie miejsce i zostawał czerwoną latarnią.
Jego syn, Mauri Vansevenant, również jest kolarzem.